# NGC 2196
NGC 2196 je galaksija u zviježđu Zecu.

## Vanjske poveznice
- SEDS: NGC 2196